# 遠藤證圓
遠藤證圓（えんどう しょうえん、1938年（昭和13年） - ）は、律宗の僧侶。第82世唐招提寺長老、律宗管長。神奈川県川崎市生まれ。

## 経歴
- 1959年（昭和34年）、唐招提寺に入寺する。
- 1968年（昭和43年）、大谷大学大学院修士課程を修了する。
- 森本孝順長老のもと、唐招提寺の執事として寺の再興に尽くす。子坊の応量坊の住職を兼任。
- 1995年（平成7年）、森本師のあとを継いで、第82世唐招提寺長老、律宗管長に就任する。
- 1998年（平成10年）、体調不良を理由に、長老・管長を辞任する。
- 2005年（平成17年）、額安寺の名誉住職に就任する。

## 著書
- 『二都ものがたり：長安と平城（なら）』（やまと崑崙企画、2010年） ISBN 978-4-434-14092-1